# Rodulfus Glaber
Rodulfus Glaber (ook wel Raoul, Ralf of Rodulf) (Saint-Germain-d'Auxerre, Bourgondië, ca. 980 — idem., ca. 1046) was een middeleeuwse monnik en geschiedschrijver.

## Leven
Glaber werd rond het jaar 980 van onze jaartelling in Bourgondië geboren. Hij was een buitenechtenlijk kind, en zijn oom (zelf monnik) plaatste hem toen hij twaalf jaar oud was, in een klooster. Omdat hij nogal opstandig en eigenwijs was, werd hij uit dit klooster verbannen, maar in een ander werd hij weer opgenomen. Hij verbleef tijdens zijn leven in een achttal verschillende kloosters. Hij overleed in zijn geboorteplaats rond 1050, maar het precieze tijdstip van zijn overlijden is niet bekend (John France schat 1046).

## Geschiedschrijver
In het klooster Saint-Bénigne in Dijon werd hij op aandringen van Willem Volpiano, de abt van het klooster, historicus. In opdracht van Volpiano schreef hij de Historiën (Historiarum Libri Quinque). In dit vijfdelige werk beschrijft Rodulfus de geschiedenis van de toenmalig bekende wereld, vanaf ongeveer 900 tot aan de tijd waarin hij leefde. Vooral de geschiedenis van Frankrijk komt aan bod. Het bevat geen geografische, noch chronologische details. Wel bevat het een kleurrijk en levendig beeld van het leven in het Westen rond het jaar 1000. Dit bevat: de angst om de benadering van de millenniumwisseling, de jacht op relikwieën, pelgrimsmassa’s op wegen naar Jeruzalem, het streven naar godsvrede en de eerste ketterijen. In 1046 maakte hij zijn boek af. Hierdoor wordt hij gezien als een van de beste getuigen van zijn tijd.

### Wederkomstverwachting
Kenmerkend voor de periode rond het jaar 1000 is dat er onder de geestelijkheid een sterke verwachting heerste dat de wederkomst van Christus op aarde nabij was: nu leek immers de tijd aangebroken voor het Duizendjarig rijk. Ook Rodulfus schrijft hierover in zijn boek.
Lange tijd heeft overigens het idee onder historici bestaan dat heel de toenmalige bevolking in angstige afwachting was van het einde der tijden; dit denkbeeld is echter weersproken door, onder anderen, de Franse historicus Georges Duby. Niettemin trad na het millenniumjaar 1000 een nieuw optimisme in; blijkbaar zou de wereld nog niet vergaan, en vele nieuwe kerken werden gebouwd. Deze waren vaak zeer licht van kleur, en een gangbaar gezegde werd dat de landen van Europa werden bedekt met "een witte mantel van kerken". Deze zinsnede is afkomstig van Rodulfus.
Rond het jaar 1046 rondde Rodulfus zijn geschiedschrijving af. Door zijn boeken geldt hij als een van de beste getuigen van zijn tijd.

## Jodenvervolging
Volgens de Jewish encyclopedia was Rodulfus Glaber mede oorzaak van een grote Jodenvervolging in het toenmalige koninkrijk Frankrijk. Hij schreef dat de Westerse Joden via een bedelaar een brief naar het nabije Oosten gesmokkeld hadden waarin ze opriepen tot de vernieling van het heilige graf. De moslims hadden in 1009 de Heilig grafkerk vernield en Westerse Joden werden door Glaber als aanstokers beschuldigd. De verontwaardiging onder katholieken leidde tot de uitroeiing van vrijwel de gehele Joodse bevolking in Frankrijk. Historici beschouwden dit verhaal als een van de legendes uit die tijd die insinueerden dat de Joden en Moslims samen plannen smeedden tegen de Christenen.

## Enkele citaten
Over de verkiezing van de nieuwe Frankische koning in 987 Hugo Capet:
‘Het duizendste jaar na het lijden van de Heer. Regen en stormwolken gehoorzamen aan de goedheid en de barmhartigheid Gods en komen tot bedaren (...) het oppervlak van de aarde tooit zich met weldadig groen en een overvloed aan vruchten.
Na een bezoek aan de abdij van Champaux:
Op een nacht, kort voor de Metten, verscheen aan het voeteinde van mijn bed een soort dwerg, weerzinwekkend om te zien. Hij was (...) van gemiddelde gestalte, met een dunne nek, een uitgemergeld gezicht en pikzwarte ogen, (had een) puntbaard, spits toelopende behaarde oren, stekelhaar (...) en een gebochelde rug. (...) Hij greep het uiteinde van mijn bed en schudde het op een angstaanjagende wijze heen en weer (...) 

## Werken
- Historiarum Libri Quinque, vertaald "De Vijf Boeken der Historiën".
- Vita Sancti Guillelmi Abbatis Divionensis, een boek over abt Willem uit Dijon
- Raoul Glaber. Histoires, traduites et présentés par Mathieu Arnoux, Turnhout, 1996 (Franse vertaling).